# Бетел (округ Беркс, Пенсільванія)
Бетел (англ. Bethel) — переписна місцевість (CDP) в США, в окрузі Беркс штату Пенсільванія. Населення — 460 осіб (2020).

## Географія
Бетел розташований за координатами 40°28′31″ пн. ш. 76°17′23″ зх. д. / 40.47528° пн. ш. 76.28972° зх. д. (40.475303, -76.289624).  За даними Бюро перепису населення США в 2010 році переписна місцевість мала площу 2,27 км², з яких 2,27 км² — суходіл та 0,00 км² — водойми. В 2017 році площа становила 2,61 км², з яких 2,60 км² — суходіл та 0,01 км² — водойми.

## Демографія
Згідно з переписом 2010 року, у переписній місцевості мешкало 499 осіб у 193 домогосподарствах у складі 128 родин. Густота населення становила 220 осіб/км².  Було 213 помешкання (94/км²).
Расовий склад населення:
| - 94,0 % — білих - 1,8 % — азіатів - 0,2 % — чорних або афроамериканців - 3,0 % — осіб інших рас |

До двох чи більше рас належало 1,0 %. Частка іспаномовних становила 6,2 % від усіх жителів.
За віковим діапазоном населення розподілялося таким чином: 26,1 % — особи молодші 18 років, 58,3 % — особи у віці 18—64 років, 15,6 % — особи у віці 65 років та старші. Медіана віку мешканця становила 39,4 року. На 100 осіб жіночої статі у переписній місцевості припадало 109,7 чоловіків;  на 100 жінок у віці від 18 років та старших — 110,9 чоловіків також старших 18 років.
Середній дохід на одне домашнє господарство  становив 76 606 доларів США (медіана — 61 204), а середній дохід на одну сім'ю — 89 287 доларів (медіана — 65 000). За межею бідності перебувало 3,0 % осіб, у тому числі 7,1 % дітей у віці до 18 років та 0,0 % осіб у віці 65 років та старших.
Цивільне працевлаштоване населення становило 348 осіб. Основні галузі зайнятості: роздрібна торгівля — 36,8 %, будівництво — 14,7 %, виробництво — 13,8 %.